# 萨沙·布尔歇特
薩沙·布爾歇特（德语：Sascha Burchert，1989年10月30日—），是一名德国足球运动员，司职守門員，现效力於德乙球會聖保利。

## 生平
薩沙·布爾歇特在Wartenberger SV展開足球生涯。 在2002年的夏天，他被柏林赫塔的球探發掘並羅致。2008年1月30日，他簽下首份職業足球員合約，為期兩年。 布爾歇特在2009年9月17日歐霸盃對戰拉脫維亞球隊FK Ventspils時，首次為柏林赫塔上陣，以後備身份入替正選守門員德罗布尼。他的首場德甲聯賽上陣出現在2009年9月20日對戰弗賴堡。而在第二場聯賽上陣時，他被對方射入了兩個匪夷所思的入球。

## 災難性的聯賽上陣
布爾歇特在2009年10月4日替柏林赫塔在德甲上陣對戰漢堡。結果是災難性的。在比分為1比1的時候，教練以他換下受傷的守門員奧克斯。他在禁區外以頭頂把一個高空傳球解圍，可是馬上被漢堡的亚罗利姆遠距離射入空門。在兩分鐘後，同樣的事情再次出現。布爾歇特在差不多同樣的位置再次以頭頂解圍，結果被泽·罗伯托在中圈附近遠距離再次射入空門。

## 個人方面
布爾歇特的兄弟尼科·布爾歇特（Nico Burchert），是帕德博恩的守門員.

## 外部連結
- Profile at Transfermarkt.de （德文）